# Тонде, Сара
Сара Тонде (фр. Sarah Tondé; род. 30 октября 1983, Республика Верхняя Вольта) — легкоатлетка из Буркина-Фасо, специалистка по бегу на короткие дистанции. Выступала на профессиональном уровне в 1999—2008 годах, победительница и призёрка первенств национального значения, действующая рекордсменка страны в беге на 200 метров, участница летних Олимпийских игр в Сиднее.

## Биография
Сара Тонде родилась 30 октября 1983 года.
Впервые заявила о себе на международном уровне в сезоне 1999 года, когда вошла в состав национальной сборной Буркина-Фасо и выступила на юношеском мировом первенстве в Быдгоще, где стартовала на дистанциях 100 и 200 метров.
Благодаря череде удачных выступлений в 2000 году в возрасте 16 лет удостоилась права защищать честь страны на летних Олимпийских играх в Сиднее, причём была выбрана знаменосцем делегации Буркина-Фасо на церемонии открытия Игр. В итоге на предварительном квалификационном этапе бега на 100 метров показала время 12,56, чего оказалось недостаточно для выхода в следующую стадию соревнований.
В 2001 году бежала 100 метров на Играх франкофонов в Оттаве.
В 2002 году среди прочего стартовала в 100-метровой дисциплине на чемпионате Африки в Радесе.
На чемпионате Африки 2004 года в Браззавиле дошла до полуфинала в индивидуальном беге на 100 метров и с национальным рекордом 46,77 заняла шестое место в эстафете 4 × 100 метров.
В 2005 году на чемпионате Буркина-Фасо в Уагадугу одержала победу сразу в двух дисциплинах, 100 и 200 метров, во втором случае установила ныне действующий национальный рекорд страны на открытом стадионе — 23,34. Также в этом сезоне принимала участие в Играх франкофонов в Ниамее, где финишировала пятой на дистанции 100 метров.
В 2006 году бежала 100 метров на чемпионате Африки в Бамбусе.
В 2007 году в 100-метровой дисциплине стартовала на Всеафриканских играх в Алжире.
В 2008 году дошла до стадии полуфиналов на чемпионате Африки в Аддис-Абебе и по окончании сезона завершила спортивную карьеру.